# Palfuria gibbosa
Palfuria gibbosa är en spindelart som först beskrevs av Roger de Lessert 1936.  Palfuria gibbosa ingår i släktet Palfuria och familjen Zodariidae.
Artens utbredningsområde är Moçambique. Inga underarter finns listade i Catalogue of Life.